# Elli Domke

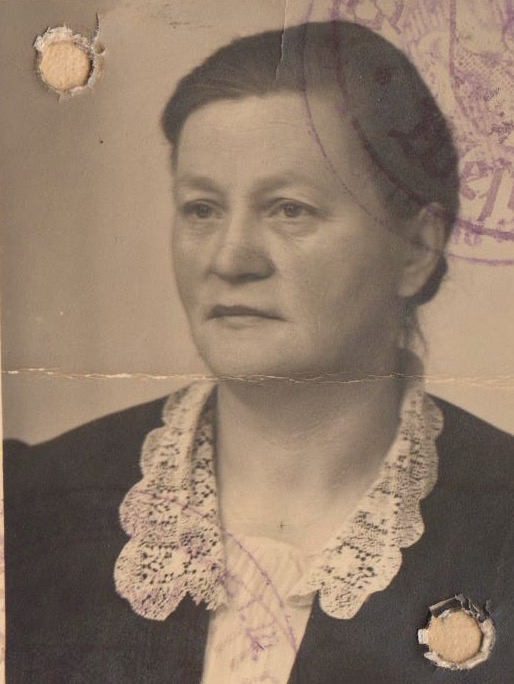
Elli Domke

Elli Emma Franziska Domke geb. Dehneke (1. Juni 1888 in Magdeburg-Neustadt – 10. März 1975 in Gronau) war eine deutsche Widerstandskämpferin gegen den Nationalsozialismus. Der Vorname wird fallweise auch Elly geschrieben.

## Leben
Domke hatte einen Sohn aus erster Ehe, Walter Dittmann, und gemeinsam mit ihrem späteren Ehemann Carl Schmerzenreich-Domke eine Tochter, Margarete (geboren 1907 in Berlin, später Grete Kusber). 1922 ging die Familie nach Gronau und wohnte dann in der Piepenpohlstraße 22. Elli Domke war Mitglied der KPD und der Roten Hilfe und auch beim „Bund der Sowjetfreunde“. Gemeinsam mit ihrem Sohn besuchte sie als Mitfahrende beim Circus Barum im Jahre 1931 für etwa 1 ¾ Jahre die Sowjetunion. Danach kamen sie nach Gronau zurück. 
Auch Ellis Ehemann war politisch aktiv, 1932 wurde er Leiter des Roten Frontkämpferbunds (RFB) in Gronau. Er wurde in der Zeit vom März 1933 bis Dezember 1933 in den Polizeigefängnissen Gronau, Münster und in einem Konzentrationslager  auf dem Gelände der Abtei Brauweiler sowie im KZ Papenburg festgehalten. Elli und Carl Domke brachten gemeinsam mit ihrer Tochter Grete Kusber acht bis zehn Flüchtlinge aus Wuppertal bei Overdinkel über die Grenze nach Holland. Sie riskierten damit ihr eigenes Leben und das ihrer Familienangehörigen. Nachdem ihre Tochter Grete am 7. Juli 1936 ins Exil in die Niederlande gegangen war, übernahm das Ehepaar die Zuständigkeit für den illegalen Literaturvertrieb von Holland nach Deutschland für die KPD. Das Ehepaar wurden schließlich von einem Nachbarn, der in der gleichen Straße im Haus Nr. 18 wohnte, verraten. Am 17. August 1936 verkleideten sich zwei Gestapo-Leute, gaben sich als politische Flüchtlinge aus und baten bei Familie Domke um Hilfe. Sie wurden aufgenommen, bekamen Essen und Kleidung. Außerdem organisierte das Ehepaar die Flucht in die Niederlande. Genosse Bernhard Klynsma wurde beauftragt, die angeblich Verfolgten bei Nacht über die Deutsch-Niederländische Grenze zu bringen. Dort schnappte die Falle zu, Klynsma wurde festgenommen und die gesamte Straße, in der die Domkes wohnten, abgeriegelt. Die Gestapo nahm sogleich die gesamte Familie fest.
Die kleinen Kinder der Familie wurden von einer Frau aus Gronau aufgenommen. Elli Domke, ihr Sohn Walter Dittmann und Bernhard Klynsma wurden zum Gerichtsgefängnis nach Hamm überführt. Sie wurden wegen Hochverrates angeklagt und am 16. März 1937 vom Oberlandesgericht Hamm wegen „Vorbereitung eines hochverräterischen Unternehmens“ verurteilt. Walter Dittmann bekam eine Zuchthausstrafe von drei Jahren und sechs Monaten. Er gehörte der SS an, wurde aber bestraft, weil er seine Eltern und Schwester nicht bei der Gestapo angezeigt hatte. Seine Mutter wurde zu vier Jahren Zuchthaus wegen Hochverrates verurteilt. Elli Domke und Bernhard Klynsma wurden in ein Konzentrationslager gebracht. 

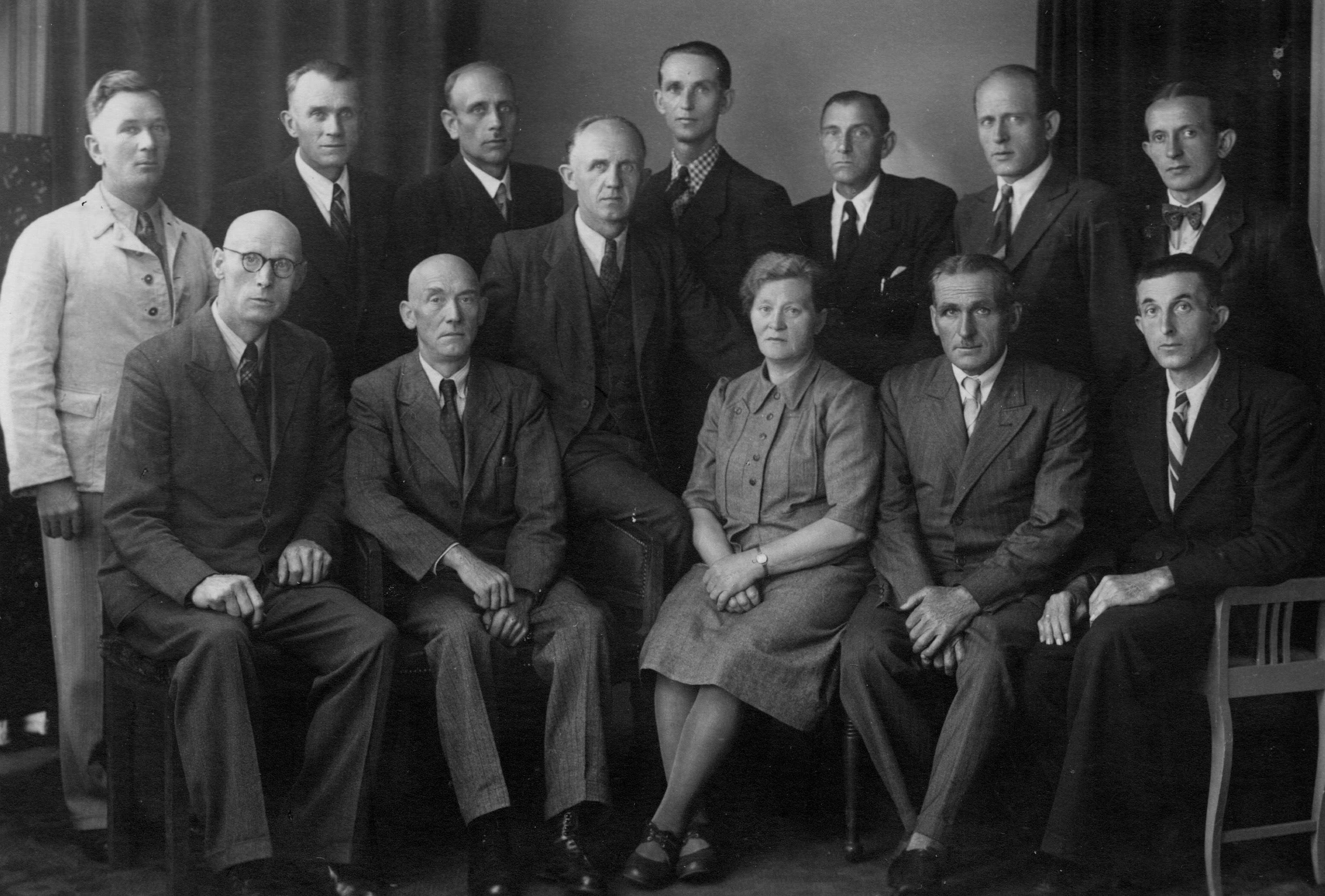
Sozialausschuss 1950

Elli Domke war nach ihrer KZ-Haft wieder politisch aktiv. Sie war gemeinsam mit ihrem Ehemann für die KPD im Jahr 1948 im Sozialausschuss der Stadt Gronau tätig. Gleichzeitig war sie gewerkschaftlich aktiv.

## Gedenken
Am 29. April 2015 wurden zu Ehren von Elli Domke, ihres Ehemannes und ihrer Tochter Margarethe Kusber in der Piepenpohlstraße 22 in Gronau drei Stolpersteine verlegt. Initiiert wurde die Verlegung von Şahin Aydın, damals Ratsherr in Bottrop und Vorsitzender des deutsch-kurdischen Freundeskreises. Bürgermeisterin Sonja Jürgens begrüßte die Angehörigen der drei Geehrten: „Wir verbeugen uns heute vor Elli und Carl Domke und vor Margarethe Kusber. Es ist wichtig, und ich bin stolz darauf, solch mutige Bürgerinnen und Bürger in unserer Stadt gehabt zu haben.“